# Opatovice (ort i Tjeckien, Södra Mähren, lat 49,30, long 16,95)
Opatovice är en ort i Tjeckien.   Den ligger i regionen Södra Mähren, i den östra delen av landet, 200 km öster om huvudstaden Prag. Opatovice ligger 279 meter över havet och antalet invånare är 777.
Terrängen runt Opatovice är platt österut, men västerut är den kuperad. Runt Opatovice är det ganska tätbefolkat, med 60 invånare per kvadratkilometer. Närmaste större samhälle är Vyškov, 4,2 km sydost om Opatovice. Trakten runt Opatovice består till största delen av jordbruksmark.